# 樋口直
樋口 直（ひぐち なおし、1924年 - ）は、日本の海軍軍人。最終階級は海軍大尉。神奈川県横浜市磯子区出身。

## 略歴
旧制神奈川県立横浜第1中学校より海軍兵学校第72期入校。卒業時の成績は625名中次席。
樋口が在籍した海軍兵学校第72期生は卒業と同時に前線勤務となり卒業者全625名中戦死者は335名にのぼる。

## 逸話
樋口は昭和18年11月少尉候補生の時に第一水雷戦隊付を拝命し、それから第一水雷戦隊司令部付第九駆逐隊司令承命服務という辞令を貰って駆逐艦霞に乗艦し、電探担当として勤務する事になった。
ある時、霞の所属する第五艦隊が夜間訓練をする事になり、霞が標的艦として目標を引っ張るという命令を副直将校だった樋口が受けた。その直後に夜間訓練が黎明訓練に変更になったと旗艦から信号が送られたが、信号を受けた樋口はその変更を見落としてしまっていた。
午前3時に他艦から「霞は何時に錨をあげられるや」と信号が届いてミスに気づいた樋口はすぐに駆逐隊の井上良雄司令に報告し、こっぴどく叱られてしまった。艦隊の行動を遅らせてしまったと思った樋口は第五艦隊旗艦那智から帰艦した司令に改めて謝りに行くと井上は「お前、候補生、ひでえことをやってくれたなあ切腹もんだ。しゃあない、候補生だから責任は俺がとる、これからはこんなことやるなよ」という一言でその後のお咎めは無かったが、気が済まない樋口は後日、第一水雷戦隊旗艦の阿武隈に用事があった際に司令官だった木村昌福少将にお詫びをしなきゃならんと面会を申し込んだ。その時の当直参謀は板谷隆一砲術参謀で、板谷に「お詫びを申し上げたい」と言った所、「お前、何言っとるのや、お前が司令官に謝りに来て、司令官は何と答えりゃいいんだ。この馬鹿というか、腹を切れというか、海軍なんか辞めちまえというか、それとも、しょうがないねえというか、何と返事したらいいと思う」と言われたので「そうですね、私が司令官だったら、腹を切れといいますね」と答えた所、「この馬鹿が、そういうことを考える奴を司令官に会わせるわけにはいかん、帰れ」と追い返されてしまった。
戦後、第二復員省の人事局に樋口が勤めている際に、戦中に海軍省人事局で少、中尉の人事を担当していた福地誠夫と飲みに行った席でこの話を披露した所、福地は飛び上がってびっくりして、「なに、俺は全然知らんぞ。お前、それが本当なら、その後、サイパンか、テニヤンか、南大東島かボルネオかスマトラの地方警備隊か、設営隊にとばされるとこだった。そんなことが握り潰せるわけがない。おそらくは、木村司令官が第五艦隊長官のところへみずから謝りに行かれて、このことはなかったことにするということで握りつぶしてくださったに違いない。お前、木村司令官の恩を忘れてはいかんぞ。もう戦争は終わったけれども」と言われて事の背景に納得したという事があった。

## 年譜
- 1924年（大正13年） - 神奈川県久良岐郡本牧村（現在の横浜市磯子区）生
- 1940年（昭和15年）12月1日- 海軍兵学校入校
- 1943年（昭和18年）9月15日- 海軍兵学校卒業 ・少尉候補生・戦艦「山城」乗組
- 1944年（昭和19年）3月15日- 任 海軍少尉
  - 9月15日- 任 海軍中尉
- 1945年（昭和20年）6月1日- 任 海軍大尉